# Incorporated (Fernsehserie)
Incorporated ist eine amerikanische Science-Fiction-Fernsehserie. Die deutsche Erstausstrahlung war am 26. Juni 2017 auf Syfy. Am 27. Februar 2017 wurde bekannt, dass die Serie nach der 1. Staffel abgesetzt wurde.

## Handlung
Im Jahr 2075 nach einer Klimaapokalypse kommen Unternehmen an die Macht und lösen die Demokratie ab. 
Ben Larson ist leitender Angestellter bei Spiga Biotech, dem weltweit größten Unternehmen. Larson arbeitet für Elizabeth, die entfremdete Mutter seiner Frau Laura. In Wirklichkeit ist er ein Klimaflüchtling aus der Roten Zone außerhalb von Milwaukee, dessen richtiger Name Aaron ist. Aaron hat die Grüne Zone infiltriert und die Identität von Ben Larson angenommen, um nach seiner Jugendliebe Elena zu suchen, die aufgrund einer Reihe unglücklicher Umstände zur Prostituierten in einem exklusiven Club für Top-Führungskräfte bei Spiga Biotech geworden ist. Aaron beschließt, bei Spiga zu arbeiten, mit dem Ziel, in eine höhere Position aufzusteigen, Zugang zum Club zu erhalten und sie zu retten. Nachdem er seinem Chef Chad den Diebstahl vertraulicher Informationen angehängt und seine Entlassung aus dem Unternehmen erwirkt hat, konzentriert sich Aaron darauf, in diese Position befördert zu werden und so Elena zu retten, während er jedes Mal vor Spigas Sicherheitskontrolle seine falsche Identität aufrechterhält. Ihm helfen Theo, Elenas Bruder, der weiterhin in der Roten Zone lebt, und Reed, ein weiterer Bürger der Roten Zone, der es Jahre vor Aaron geschafft hat, eine Identität in der Grünen Zone anzunehmen.

## Besetzung
Die Synchronisation der Serie wurde bei der Cinephon nach einem Dialogbuch von Pierre Peters-Arnolds und Ulrich Johannson unter der Dialogregie von Arnolds erstellt.
| Figur                          | Darsteller      | Deutscher Sprecher |
| ------------------------------ | --------------- | ------------------ |
| Ben Larson / Aaron Sloane      | Sean Teale      | Florian Clyde      |
| Laura Larson                   | Allison Miller  | Jill Böttcher      |
| Theo Marquez                   | Eddie Ramos     | Sandro Blümel      |
| Elizabeth Krauss               | Julia Ormond    | Christin Marquitan |
| Julian Morse                   | Dennis Haysbert | Tilo Schmitz       |
| Jonathan Hendrick / Henry Reed | Damon Herriman  | Bernhard Völger    |
| Roger Caplan                   | Douglas Nyback  | Jan Andres         |
| Elena Marquez                  | Denyse Tontz    | Anna Gamburg       |
| Terrence                       | Ian Tracey      | Sven Gerhardt      |
| Wallace                        | Mif             | Marlin Wick        |
| Chad Peterson                  | David Hewlett   | Axel Malzacher     |

## Kritik
„Incorporated Die Geschichte erinnert stark an die Dystopie-Klassiker ‚1984‘ und ‚Schöne Neue Welt‘, konnte mich aber wegen fehlender Dialograffinesse und einer wenig überzeugenden visuellen Umsetzung bisher nicht fesseln. Der namhafte Cast und die einfache Tatsache, dass sich eine solche Dystopie bei der gegenwärtigen politischen Gemengelage in nicht allzu ferner Zukunft in der Realität ereignen könnte, animieren mich aber dazu, weitere Episoden anzusehen.“

## Episoden
| Nr. (ges.) | Nr. (St.) | Deutscher Titel    | Originaltitel           | Zusammenfassung | Erstausstrahlung USA | Deutschsprachige Erstausstrahlung (D) |
| ---------- | --------- | ------------------ | ----------------------- | --------------- | -------------------- | ------------------------------------- |
| 1          | 1         | Zwei Welten        | Vertical Mobility       | -               | 30. Nov. 2016        | 26. Juni 2017                         |
| 2          | 1         | Die Akte Peterson  | Downsizing              | -               | 7. Dez. 2016         | 3. Juli 2017                          |
| 3          | 1         | Die Überläuferin   | Human Resources         | -               | 14. Dez. 2016        | 10. Juli 2017                         |
| 4          | 1         | Baby-Design        | Cost Containment        | -               | 21. Dez. 2016        | 17. Juli 2017                         |
| 5          | 1         | Eigentum der Firma | Profit and Loss         | -               | 28. Dez. 2016        | 24. Juli 2017                         |
| 6          | 1         | Zahltag            | Sweating the Assets     | -               | 4. Jan. 2017         | 1. Aug. 2017                          |
| 7          | 1         | Everclear          | Executables             | -               | 11. Jan. 2017        | 8. Aug. 2017                          |
| 8          | 1         | Das gelöschte Ich  | Operational Realignment | -               | 18. Jan. 2017        | 15. Aug. 2017                         |
| 9          | 1         | Blut lügt nicht    | Burning Platform        | -               | 25. Jan. 2017        | 22. Aug. 2017                         |
| 10         | 1         | Der 40. Stock      | Golden Parachute        | -               | 25. Jan. 2017        | 29. Aug. 2017                         |